# خانه جمالی
خانه جمالی مربوط به دوره قاجار است و در میبد، محله فیروز آباد، زیر محله جمالی واقع شده و این اثر در تاریخ ۱۶ شهریور ۱۳۸۳ با شمارهٔ ثبت ۱۱۱۱۳ به‌عنوان یکی از آثار ملی ایران به ثبت رسیده است.